# Nullarbor nationalpark
Nullarbor nationalpark är en nationalpark i Australien.  Den ligger i delstaten South Australia, i den centrala delen av landet, 1 900 km väster om huvudstaden Canberra.
Omgivningarna runt Nullarbor nationalpark är i huvudsak ett öppet busklandskap. Trakten runt Nullarbor National Park är nära nog obefolkad, med mindre än två invånare per kvadratkilometer.